# Elior Group
Elior Group — французская компания в сфере кейтеринга. Elior Group занимается организацией общественного питания, в частности обслуживает столовые и буфеты в офисах, школах, больницах и других учреждениях. Основными рынками для компании являются Франция, Италия, Испания, Великобритания, Индия и США. Штаб-квартира расположена в квартале Дефанс близ Парижа.

## История
Компанию основали Франсис Маркус (Francis Markus) и Робер Золад (Robert Zolade). В 1991 году они выкупили у гостиничного оператора Accor его подразделение кейтеринга и создали компанию под названием Bercy Management. В 1993 году была куплена компания Orly Restauration, а также доля в кейтеринговой группе Elitair. В следующем году была куплена испанская компания Elite Aeropuertos, оператор закусочных в аэропортах. В 1995 году была приобретена французская сеть фастфуда Pomme de Pain. В 1996 году были куплены британские компании Drummond Thompson и High Table.
В 1997 году при поддержке инвестиционной группы Advent International была куплена французская компания Holding de Restauration Concédée (HRC), один из крупнейших во Франции игроков на рынке кейтеринга. После этого, в 1998 году, Bercy Management сменила название на Elior. В 1999 году присутствие в Великобритании было увеличено покупкой компаний Brian Smith и Catering & Allied. В 2000 году с покупкой Ristochef компания вышла на рынок Италии. В апреле 2000 года Elior провела размещение своих акций на бирже.
В 2004 году во Франции была куплена компания Hôpital Service, осуществлявшая уборку и техническое обслуживание лечебных учреждений. В 2011 году была приобретена испанская компания Alessa Catering. Следующими приобретениями были Gemeaz (Италия, 2012 год) и Ansamble (Франция, 2012 год). В 2013 году компания вышла на рынок США, купив TrustHouse Services (позже переименованная в Elior North America), оператора столовых в учебных и медицинских учреждениях. В октябре 2014 года была завершена покупка британской компании Lexington Catering. Рынок Индии Elior начала осваивать в 2017 году с покупкой компаний MegaBite Food Services и CRCL. В период с 2016 по 2018 год было поглощено 19 кейтеринговых компаний в США. В 2019 году была продана дочерняя компания Areas, которой принадлежали концессии на общественное питание в аэропортах и других транспортных узлах.
В 2022 году компания Derichebourg купила 24 % акций Elior Group, а в апреле 2023 года доля была увеличена до 48 %.

## Собственники и руководство
Даниель Деришбург (Daniel Derichebourg, род. 8 декабря 1952 года) — председатель совета директоров, генеральный директор и крупнейший акционер (48,17 % акций) с апреля 2023 года.

## Деятельность

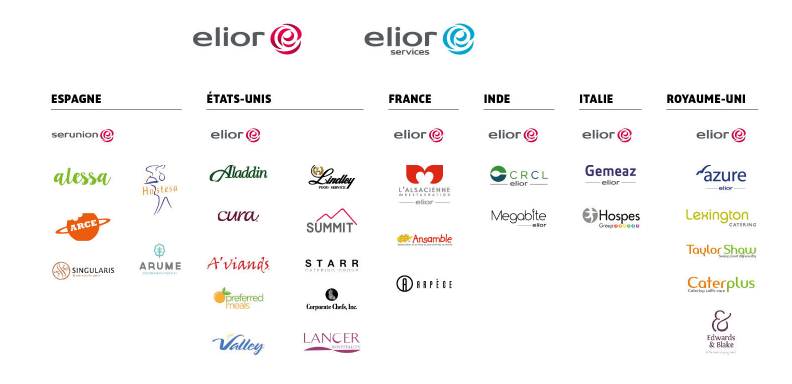
Бренды Elior Group

Подразделения компании по состоянию на 2022/23 финансовый год:
- кейтеринг — организация питания в образовательных, медицинских и других учреждениях во Франции, Испании, Италии, Великобритании, США и Индии; 80 % выручки;
- мультиуслуги — аутсорсинг некоторых процессов для корпораций, таких как инженерно-техническое обслуживание зданий, уборка, организация видеонаблюдения, уход за территорией, найм персонала, инспекция авиационного транспорта; работает во Франции, Португалии, Испании, Германии, США и КНР; 20 % выручки.

Выручка за 2023 год составила 5,22 млрд евро, из них на Францию пришлось 49 %, на остальную Европу — 27 %, на другие регионы — 24 %.